# 舞濱圓形劇場
舞濱圓形劇場 (MAIHAMA Amphitheater) 是位於千葉縣浦安市舞濱的東京迪士尼度假區(TDR)內的多功能劇場。
前身為2008年10月1日開幕、並於2011年12月31日結束營業的太阳马戏東京劇場（CIRQUE DU SOLEIL THEATRE TOKYO），於2012年9月1日重新裝修開幕。本條目包含其前身劇場之內容。

## 概要
北美地區以外首座擁有專屬戲碼的太陽马戏專用劇場，同時也是TDR正式設施的一部分。本劇場座落於於TDR內迪士尼大使大飯店旁（原附屬停車場之一部分），於2008年5月底完工。

## 太陽马戏東京劇場
作為太陽马戏專屬劇場時，劇場外牆繪有巨大的太陽马戏標誌，從迪士尼度假區線及JR京葉線車內即可看見。2011年劇場經營者、同時也是太陽马戏常設表演「ZED」主辦單位的OLC，由於東日本大地震後觀眾銳減，決定讓「ZED」公演於2011年12月31日結束。此外，根據日經新聞等報導，「ZED」自公演開始以來一直是赤字狀態，在「ZED」結束公演之後OLC與太陽马戏也提前解約，而太陽马戏在日本唯一的常設劇場也走入歷史。

### 常設公演「ZED」
- 特別贊助：JCB
- 贊助：日本全家便利商店、第一生命
- 後援：加拿大駐日大使館（英语：Embassy of Canada, Tokyo）、魁北克省政府駐日辦事處（法语：Délégation générale du Québec à Tokyo）
- 特別協力：日本航空
- 企劃協力：華特迪士尼公司
- 製作：太陽马戏
- 主辦：Oriental Land

## 舞濱圓形劇場
「ZED」公演結束之後，OLC於2012年3月14日發表新聞稿，表示劇場原址將以「舞濱圓形劇場」之名，於同年9月1日重新開幕。
原先於牆面上繪製的太陽马戏標誌也被抹消。

## 設施基本資料
- 總事業費：約140億日圓
- 總座席數：2,170席
- 設施樓層：地上7層
- 佔地面積：約5,400m²
- 建築內面積：約14,000m²

## 歷史
- 2005年4月13日
太陽马戏・OLC・華特迪士尼公司三家公司，正式簽署合約，決定於TDR內興建太陽马戏的専用劇場
- 2006年4月18日
於劇場的建設預定地舉行「安全祈願祭」，並於同日動工。
安全祈願祭由Francois Macerola（太陽马戏副社長）、福島祥郎（OLC社長・COO）、Nick Franklin（華特迪士尼遊樂設施公司社長）等人出席。
安全祈願祭結束後，OLC發表上述三人之感想及完工模擬圖。
- 2007年10月1日
發表劇場的正式名稱及開業日。此外，也發表了劇場專屬戲碼及特別贊助商JCB。
- 2008年4月11日
發售Try-out（暖身）公演（2008年8月15日 - 9月30日演出）門票。
- 2008年6月3日
劇場完工，並針對媒體公開。發表東京常設公演的標題「ZED」。
日本全家便利商店公開發表將贊助「ZED」常設公演。
- 2008年6月7日
開始販售2008年10月1日正式開幕（首演）公演及10月2日以後的門票。
- 2008年7月
日本第一生命公開發表將贊助「ZED」常設公演。
- 2008年8月15日
暖身公演開始。
- 2008年10月1日
正式開幕。舉行開幕活動。
- 2008年10月2日
開始一般公演。
- 2009年10月1日
調整座位分區及價格。
- 2010年4月1日
公演長度從135分（含30分鐘中場休息）調整為90分鐘（無休息）。
- 2011年4月23日
調整座位分區及價格。原訂4月1日進行調整，受震災影響延至本日實施。
- 2011年12月31日
「ZED」於本日結束公演。
- 2012年3月14日
OLC發表原址將以「舞濱圓形劇場」之名於9月1日重新開幕

## 交通路線
- 迪士尼度假區線渡假區總站下車後徒歩8分
- JR東日本京葉線舞濱站下車後徒歩10分

## 關連條目
- 東京迪士尼度假區
- 太陽马戏
- 華特迪士尼公司
- Oriental Land

## 外部連結
- 舞濱圓形劇場官方網站 （页面存档备份，存于）（日文）